# Giovanni Alberto Vasa
Giovanni Alberto Vasa (in polacco Jan Olbracht Waza o Jan Albert Waza; Varsavia, 25 maggio 1612 – Padova, 29 dicembre 1634) è stato un cardinale e vescovo cattolico polacco, principe vescovo di Varmia, duca di Siewierz.

## Biografia
Era figlio del re polacco Sigismondo III Vasa e della seconda moglie Costanza d'Asburgo.
Quando aveva nove anni, dopo la morte di Szymon Rudnicki, suo padre lo scelse come nuovo principe vescovo di Varmia. Il papa accettò tale richiesta il 21 ottobre 1621.
Più difficile invece fu fare accettare tale nomina alla Szlachta, ossia alla nobiltà polacca, e al clero di Varmia. L'approvazione definitiva arrivò quindi da parte del Sejm, ossia della camera bassa del parlamento polacco, nel 1631.
Il principe non visitò mai la sua diocesi e governò in suo nome il vescovo suffraganeo Michał Działyński, l'arcidiacono di Varsavia Jakub Wierzbipięta Borzuchowski e il canonico di Varmia, Paweł Piasecki.
La cattedrale di Frauenburg (Frombork) venne arricchita dai doni di Giovanni Alberto che comprendevano paramenti liturgici e una statua d'oro di Sant'Andrea.
Fu educato nella Compagnia di Gesù.
Il 20 ottobre 1632, dopo la morte di Andrzej Lipski, il principe ricevette l'ufficio del principe vescovo di Cracovia e iniziò ad esercitare le sue funzioni di persona dal 27 febbraio 1633.
Il 20 dicembre 1632 venne dichiarata pubblica la sua nomina a cardinale; papa Urbano VIII l'aveva approvata in segreto (in pectore tacite) il 19 novembre 1629, assegnandogli il titolo di Cardinale diacono di Santa Maria in Aquiro.
Giovanni Alberto morì a Padova nel 1634, dove venne probabilmente inviato dal fratello, il re Ladislao IV di Polonia, per una missione diplomatica.
Le cause della sua morte sono incerte. Il politico polacco Albrycht Stanisław Radziwiłł nel suo diario suggerì che il principe avesse contratto il vaiolo da suo fratello Alessandro Carlo Vasa durante il loro ultimo incontro prima della partenza di Giovanni Alberto per l'Italia. Alessandro Carlo morì infatti dello stesso male e nello stesso anno.
Paweł Piasecki suggerì invece che la causa della sua morte potesse essere un'altra malattia.
Nella carica di vescovo di Varmia a Giovanni Alberto succedette nel 1632 Mikołaj Szyszkowski. Nell'ufficio di vescovo di Cracovia invece gli succedette Jakub Zadzik.

## Ascendenza
|                              |                            |                            | Genitori                          |  |  | Nonni |  |  | Bisnonni               |  |  | Trisnonni               |  |
|                              |                            |                            |                                   |  |  |       |  |  | 8. Gustavo I di Svezia |  |  | 16. Erik Johansson Vasa |  |
|                              |                            |                            |                                   |  |  |       |  |  | 8. Gustavo I di Svezia |  |  | 16. Erik Johansson Vasa |  |
|                              |                            | 17. Cecilia Månsdotter Eka |                                   |  |  |       |  |  | 8. Gustavo I di Svezia |  |  |                         |  |
| 4. Giovanni III di Svezia    |                            |                            |                                   |  |  |       |  |  | 8. Gustavo I di Svezia |  |  |                         |  |
|                              |                            | 9. Margherita Leijonhufvud | 18. Erik Abrahamsson Leijonhufvud |  |  |       |  |  |                        |  |  |                         |  |
|                              |                            | 9. Margherita Leijonhufvud | 18. Erik Abrahamsson Leijonhufvud |  |  |       |  |  |                        |  |  |                         |  |
|                              |                            | 9. Margherita Leijonhufvud | 19. Ebba Eriksdotter Vasa         |  |  |       |  |  |                        |  |  |                         |  |
| 2. Sigismondo III di Polonia |                            | 9. Margherita Leijonhufvud |                                   |  |  |       |  |  |                        |  |  |                         |  |
|                              |                            | 10. Sigismondo I Jagellone | 20. Casimiro IV di Polonia        |  |  |       |  |  |                        |  |  |                         |  |
|                              |                            | 10. Sigismondo I Jagellone | 20. Casimiro IV di Polonia        |  |  |       |  |  |                        |  |  |                         |  |
|                              |                            | 10. Sigismondo I Jagellone | 21. Elisabetta d'Asburgo          |  |  |       |  |  |                        |  |  |                         |  |
| 5. Caterina Jagellona        |                            | 10. Sigismondo I Jagellone |                                   |  |  |       |  |  |                        |  |  |                         |  |
|                              |                            | 11. Bona Sforza            | 22. Gian Galeazzo Maria Sforza    |  |  |       |  |  |                        |  |  |                         |  |
|                              |                            | 11. Bona Sforza            | 22. Gian Galeazzo Maria Sforza    |  |  |       |  |  |                        |  |  |                         |  |
|                              |                            | 11. Bona Sforza            | 23. Isabella d'Aragona            |  |  |       |  |  |                        |  |  |                         |  |
| 1. Giovanni Alberto Vasa     |                            | 11. Bona Sforza            |                                   |  |  |       |  |  |                        |  |  |                         |  |
|                              | 12. Ferdinando I d'Asburgo | 24. Filippo I d'Asburgo    |                                   |  |  |       |  |  |                        |  |  |                         |  |
|                              | 12. Ferdinando I d'Asburgo | 24. Filippo I d'Asburgo    |                                   |  |  |       |  |  |                        |  |  |                         |  |
|                              | 12. Ferdinando I d'Asburgo | 25. Giovanna di Castiglia  |                                   |  |  |       |  |  |                        |  |  |                         |  |
| 6. Carlo II d'Austria        | 12. Ferdinando I d'Asburgo |                            |                                   |  |  |       |  |  |                        |  |  |                         |  |
|                              |                            | 13. Anna Jagellone         | 26. Ladislao II di Boemia         |  |  |       |  |  |                        |  |  |                         |  |
|                              |                            | 13. Anna Jagellone         | 26. Ladislao II di Boemia         |  |  |       |  |  |                        |  |  |                         |  |
|                              |                            | 13. Anna Jagellone         | 27. Anna di Foix-Candale          |  |  |       |  |  |                        |  |  |                         |  |
| 3. Costanza d'Asburgo        |                            | 13. Anna Jagellone         |                                   |  |  |       |  |  |                        |  |  |                         |  |
|                              |                            | 14. Alberto V di Baviera   | 28. Guglielmo IV di Baviera       |  |  |       |  |  |                        |  |  |                         |  |
|                              |                            | 14. Alberto V di Baviera   | 28. Guglielmo IV di Baviera       |  |  |       |  |  |                        |  |  |                         |  |
|                              |                            | 14. Alberto V di Baviera   | 29. Maria Giacomina di Baden      |  |  |       |  |  |                        |  |  |                         |  |
| 7. Maria Anna di Baviera     |                            | 14. Alberto V di Baviera   |                                   |  |  |       |  |  |                        |  |  |                         |  |
|                              |                            | 15. Anna d'Asburgo         | 30. Ferdinando I d'Asburgo (= 12) |  |  |       |  |  |                        |  |  |                         |  |
|                              |                            | 15. Anna d'Asburgo         | 30. Ferdinando I d'Asburgo (= 12) |  |  |       |  |  |                        |  |  |                         |  |
|                              |                            | 15. Anna d'Asburgo         | 31. Anna Jagellone (= 13)         |  |  |       |  |  |                        |  |  |                         |  |
|                              |                            | 15. Anna d'Asburgo         |                                   |  |  |       |  |  |                        |  |  |                         |  |